# Остапчук Віктор Миколайович (військовик)
Ві́ктор Микола́йович Остапчу́к — генерал-майор Збройних сил України, начальник Військового інституту телекомунікацій та інформатизації імені Героїв Крут.

## З життєпису
З 2005 по 2013 рік — командир 93-го окремого лінійно-вузлового полку зв'язку, Житомир.
З 2014-го року — перший заступник командувача Військ зв'язку (Головне управління зв'язку та інформаційних систем ГШ ЗСУ).
На початку 2020 р. перейшов на посаду ТВО начальника, згодом начальник Військового інституту телекомунікацій та інформатизації імені Героїв Крут.

## Нагороди
- Орден Богдана Хмельницького II ст. (30 вересня 2024) — за особисту мужність, виявлену у захисті державного суверенітету та територіальної цілісності України, самовіддане виконання військового обов'язку[3]
- За особисту мужність і героїзм, виявлені у захисті державного суверенітету та територіальної цілісності України, вірність військовій присязі, високопрофесійне виконання службового обов'язку відзначений орденом Богдана Хмельницького III ступеня — 21 серпня 2014 року[4]